# A Steady Drip, Drip, Drip
Albums de Sparks
Hippopotamus
(2017) The Girl Is Crying in Her Latte
(2023)
Singles
1. Please Don't Fuck Up My World
Sortie : 16 décembre 2019
2. Self-Effacing
Sortie : 19 février 2020
3. I'm Toast
Sortie : 13 mars 2020
4. One for the Ages
Sortie : 27 mars 2020

A Steady Drip, Drip, Drip est le vingt-quatrième album studio du groupe américain de rock Sparks. Il est sorti en 2020 sur le label BMG.

## Fiche technique

### Chansons
Toutes les chansons sont écrites et composées par Ron Mael et Russell Mael.
| No  | Titre                                          | Durée |
| --- | ---------------------------------------------- | ----- |
| 1.  | All That                                       | 4:44  |
| 2.  | I'm Toast                                      | 3:32  |
| 3.  | Lawnmower                                      | 3:39  |
| 4.  | Sainthood Is Not in Your Future                | 4:13  |
| 5.  | Pacific Standard Time                          | 4:23  |
| 6.  | Stravinsky's Only Hit                          | 4:10  |
| 7.  | Left Out in the Cold                           | 4:18  |
| 8.  | Self-Effacing                                  | 3:42  |
| 9.  | One for the Ages                               | 3:49  |
| 10. | Onomato Pia                                    | 2:52  |
| 11. | iPhone                                         | 4:01  |
| 12. | The Existential Threat                         | 3:24  |
| 13. | Nothing Travels Faster Than the Speed of Light | 4:25  |
| 14. | Please Don't Fuck Up My World                  | 3:14  |

### Musiciens
- Russell Mael : chant
- Ron Mael : claviers, programmation
- Steven Nistor (en) : batterie
- Evan Weiss, Eli Pearl : guitare
- Patrick Kelly : basse
- Ryan Parrish : saxophone
- Alex Casnoff : claviers sur One for the Ages
- Coldwater Canyon Youth Choir : chœurs sur Please Don't Fuck Up My World

### Équipe de production
- Russell Mael : production, ingénieur du son,  mixage
- Ron Mael : production

### Classements et certifications
| Pays (classement)             | Meilleure position |
| ----------------------------- | ------------------ |
| Allemagne (Media Control AG)  | 24                 |
| Autriche (Ö3 Austria Top 40)  | 29                 |
| Belgique (Wallonie Ultratop)  | 103                |
| France (SNEP)                 | 159                |
| Pays-Bas (Mega Album Top 100) | 88                 |
| Royaume-Uni (UK Albums Chart) | 7                  |
| Suisse (Schweizer Hitparade)  | 25                 |